# 외부 (위상수학)
외부는 한 집합 {\displaystyle A}의 {\displaystyle A}와 만나지 않는 모든 열린 집합의 합집합이다. 한 집합의 외부는 그 집합과 만나지 않는 가장 큰 열린 집합이다. 두 집합이 만나지 않는다는 것은 두 집합이 겹치는 부분이 없다는 뜻이다. 즉 두 집합의 교집합이 공집합이라는 뜻이다. 집합 {\displaystyle A}의 외부는 {\displaystyle A^{e}} 또는 {\displaystyle \mathrm {ext} A}로 나타낸다.

## 정의
{\displaystyle X}가 위상 공간이고 {\displaystyle A\subseteq X}일 때, {\displaystyle A}의 외부 {\displaystyle A^{e}}는 다음과 같이 정의된다.
{\displaystyle O_{\gamma }\cap A=\phi }인 모든 열린 집합 {\displaystyle O_{\gamma }}에 대해서 {\displaystyle A^{e}=\bigcup _{\gamma }O_{\gamma }}

## 같이 보기
- 내부
- 경계